# Leticia
Leticia là một khu tự quản thuộc tỉnh Amazonas, Colombia. Thủ phủ của khu tự quản Leticia đóng tại Leticia Khu tự quản Leticia có diện tích 3695 ki lô mét vuông. Đến thời điểm ngày 28 tháng 5 năm 2005, khu tự quản Leticia có dân số 22866 người.